# Жунушов, Касымбек
Касымбе́к Жуну́шов (кирг. Касымбек Жунушов; род. 1936 год, село Чолпон, Кочкорский район) — старший чабан совхоза «Чолпон» Кочкорского района Нарынской области, Киргизская ССР. Герой Социалистического Труда (1986). Лауреат Государственной премии Киргизской ССР (1976). Депутат Верховного Совета Киргизской ССР.

## Биография
Родился в 1936 году в крестьянской семье в селе Чолпон Кочкорского района.
Трудился пастухом, старшим чабаном в совхозе «Чолпон» Кочкорского района. Член КПСС с 1970 года.
В 1970 году бригада Касымбека Жунушова, обслуживая отару в 500 голов, вырастила 157 ягнят от 100 овцематок и настригла в среднем по 3,7 килограмма шерсти с каждой овцы. Указом Президиума Верховного Совета СССР от 8 апреля 1971 года удостоен звания Героя Социалистического Труда «за выдающиеся успехи, достигнутые в развитии сельскохозяйственного производства и выполнении пятилетнего плана продажи государству продуктов земледелия и животноводства» с вручением ордена Ленина и золотой медали Серп и Молот.
Избирался депутатом Верховного Совета Киргизской ССР.
Проживал в родном селе.